# Номогенез
Номогенез — одна з концепцій біологічної еволюції у рамках напрямку ортогенезу. Її вперше запропонував Лев Берг 1922 року. В основу концепції покладено міркування про те, що біологічна еволюція є процесом, що проходить за певними внутрішніми законами, які не зводяться лише до дії на нього навколишнього середовища. Чільна роль природного добору, зазначена Ч. Дарвіном, відкидалась. Натомість висувалась гіпотеза щодо того, що природний добір стримує еволюцію. У Радянському Союзі ідею номогенезу підтримували і розвивали такі вчені, як Сергій Мейєн та Олександр Любищев, у Росії це Юрій Чайковський.

## Історія розвитку
Розвиток Л. С. Бергом власної гіпотези був зумовлений необхідністю пояснення стримуючої ролі природного добору. Саме стримуюча (консервуюча) роль природного добору і визнавалась вченим у постулюванні номогенезу як послідовного, передбачуваного процесу еволюції (робота 1922 року). Себто, за Бергом, природний добір не міг створювати щось нове, а лише відкидав нежиттєздані форми.
Таблиця 1. Відмінності між дарвінізмом та номогенезом (цит. за Берг, 1977)
| Дарвінізм | Номогенез |
| 1. Усі організми розвивались від одної або багатьох первинних форм, тобто монофілетично, або олігофілетично.              | 1. Організми розвивались із багатьох тисяч первинних форм, тобто поліфілетично.                                             |
| 2. Подальший розвиток був дивергентним.                                                                                   | 2. Подальший розвиток був конвергентним (частково дивергентним).                                                            |
| 3. Розвиток був на основі випадкових варіацій.                                                                            | 3. Розвиток був на основі закономірностей.                                                                                  |
| 4. Варіації охоплювали окремі особини.                                                                                    | 4. Закономірності охоплювали великі кількості особин, на великій території.                                                 |
| 5. Розвиток проходив шляхом повільних, малопомітних неперервних змін.                                                     | 5. Розвиток проходив стрибкоподібно, мутаційно.                                                                             |
| 6. Спадкових варіацій велика кількість, і вони проходять в усіх напрямках.                                                | 6. Спадкових варіацій велика кількість, і вони проходять за визначеними напрямами.                                          |
| 7. Еволюційними факторами є боротьба за існування та природний добір.                                                     | 7. Боротьба за існування та природний добір не є основними еволюційними факторами, а діють консервативно, зберігаючи норму. |
| 8. Види пов'язані переходами один з одним внаслідок свого дивергентного походження.                                       | 8. Види розмежовані один від одного через мутаційну природу свого походження.                                               |
| 9. Процес еволюції полягає в утворенні нових ознак.                                                                       | 9. Процес еволюції полягає в удосконаленні вже існуючих задатків.                                                           |
| 10. Вимирання організмів є наслідком зовнішніх причин: боротьби за існування та виживання найбільш пристосованої особини. | 10. Вимирання організмів є наслідком як внутрішніх (автономічних) причин, так і зовнішніх (хорономічних).                   |

У наш час вчення Берга є застарілим, однак воно певною мірою є яскравим поясненням направленості еволюційного процесу. Однією з помилок Берга було те, що він розглядав дарвінівську дивергентну форму еволюції, як єдину, коли сам Ч. Дарвін у своїх працях наводив три типи еволюційного процесу — анагенез, кладогенез та стасігенез.